# Jackowo Górne
Jackowo Górne – wieś w Polsce, położona w województwie mazowieckim, w powiecie wyszkowskim, w gminie Somianka. Ma status sołectwa.
| SIMC    | Nazwa   | Rodzaj    |
| ------- | ------- | --------- |
| 0520113 | Dębniak | część wsi |

W latach 1975–1998 miejscowość administracyjnie należała do województwa ostrołęckiego.
Mieszkańcy wyznania rzymskokatolickiego należą do parafii Narodzenia NMP w Popowie Kościelnym.
Z Jackowa Górnego pochodzi były wicemarszałek sejmu RP, a obecnie europoseł Jarosław Kalinowski.